# Автомагістраль 1 (Ірак)
Автомагістраль 1 (араб. طريق المرور السريع رقم 1) є першою та найдовшою автострадою в Іраку. Постягається на 1,200 кілометрів у довжину. Від порту Умм-Каср у Басрі до Ар-Рутби в Анбарі, де переходить у нову автомагістраль із таким же номером у бік Сирії та Йорданії.
Частина автостради від Ен-Насирія до Ед-Діванія є однопроїзною, оскільки друга проїжджа частина не завершена.

## Основні міста на маршруті
- Басра
- Ен-Насирія
- Ед-Діванія
- Аль Хілла
- Багдад
- Фаллуджа
- Ель-Хаббанія
- Ер-Рамаді
- Ер-Рутба